# 海老名有希子
海老名 有希子（えびな ゆきこ、1963年 - ）は、落語家・九代目林家正蔵の妻。長男は落語家の林家たま平。次男も同じく落語家（前座）の林家ぽん平。長女は海老名あづき。

## 来歴
- 1984年、短大卒業とともに林家こぶ平（当時、本名：海老名泰孝）と結婚。義母の香葉子と異なりメディア等には出演しないものの、以降40年の長きに渡って海老名家に尽くしており、香葉子の信頼も厚い[1]。また、近年は90代を迎えた香葉子に代わり、一門の「おかみさん」としての実務を行っている。
- 1991年、第一子の長女・あづきを出産。
- 1994年5月29日、第二子の長男・泰良（やすよし）を出産。
- 1996年7月31日、第三子の次男・泰宏（やすひろ）を出産。
- 2005年、夫・こぶ平が「九代目林家正蔵」を襲名。裏方として襲名を仕切る。
- 2013年、長男・泰良が夫・正蔵の元へ入門。前座名はたま平。
- 2019年、次男・泰宏が夫・正蔵の元へ入門。前座名はぽん平。

## 家族
- 義父：初代林家三平（本名：海老名泰一郎）
- 義母：海老名香葉子
- 夫：九代目林家正蔵〈本名：海老名泰孝、1984年6月に結婚〉
  - 長女：海老名あづき
  - 長男：林家たま平（本名：海老名泰良）
  - 次男：林家ぽん平（本名：海老名泰宏）
- 義姉：海老名美どり、泰葉
- 義弟：2代林家三平（本名：海老名泰助）